# UPX
UPX es un empaquetador de ejecutables gratuito, portable y de alto rendimiento, con funciones de protector de software. UPX soporta diferentes formatos de ejecutables, incluyendo programas de Windows 95/98/ME/NT/2000/XP/VISTA y DLLs, programas de DOS, Linux, etc.

## Desempaquetando UPX
Hay quien puede pensar que "Sin embargo, al ser de código abierto, cualquier usuario puede ver su código fuente y por ello se ha convertido en uno de los compresores de ejecutables más fáciles de desempaquetar", realmente el mismo programa UPX trae la opción de desempaquetar el .exe o .dll. Upx no implementa en su código fuente técnicas anti-desempaquetado ni anti-debug y de otros tipos ya que la mayoría de los .exe empaquetados se han logrado desempaquetar aplicando ingeniería inversa. Lo único que lograría UPX incluyendo estas técnicas es un rendimiento menor y un aumento de tamaño en los archivos empaquetados.

## Características
- Excelente relación de compresión: típicamente comprime mejor que el WinZip/zip/gzip.
- Descompresión muy rápida: ~10 MB/s en un Pentium 133, ~200 MB/s en un Athlon XP 2000+.
- Universal: UPX puede empaquetar muchos formatos de ejecutables.
- Portable
- Libre: UPX es distribuido bajo la GNU General Public License.

## Formatos soportados
- Ejecutable Atari TOS/MiNT
- DOS 32-bit COFF
- DOS 16-bit archivos .com
- Ejecutables DOS 16-bit
- DOS 16-bit archivos .sys
- Linux AOUT/ELF/script
- ejecutable o DLL de Windows 32-bit
- DOS 32-bit ejecutable	TMT Pascal
- DOS 32-bit linear ejecutable	Watcom C/C++